# Museo de Autómatas del Tibidabo
El Museo de Autómatas fue inaugurado en 1982 en el Parque de Atracciones Tibidabo, Barcelona. Los autómatas se exponen en el parque desde 1901, pero el museo no se inauguró hasta la etapa más moderna del parque. Éste forma parte del catálogo de museos de la ciudad y de la Ruta del Modernismo de Barcelona.
En su interior se pueden encontrar una cincuentena de piezas de todo el mundo, la más antigua llamada El Payaso Mandolinista datado en 1880.
El museo se encuentra dentro de un antiguo teatro de 1909; el museo está catalogado como el más importante en esta especialidad, ya que es uno de los pocos en los que se pueden ver funcionar los autómatas continuamente.
Podemos encontrar muñecos que funcionaban con monedas, de toda Europa; otros juegos y juguetes mecánicos con los que los niños de la época se distraían. Actualmente no se necesita moneda para poner en marcha los juguetes, con un botón se pueden poner en funcionamiento.La mayoría de autómatas siguen una temática y una estética relacionada con el Circo. Pero algunos se destacan por su diferencia, tanto de temática como de estilo. Existen dos piezas que muestran la ejecución de personas. Uno utiliza el sistema de la guillotina francesa, el otro utiliza una horca y representa la ejecución de dr. Hawley Harvery Crippen.
La última adquisición del parque fue la autómata Los hermanos Gaüs o el equilibrio del mundo – 2005; de un diseño y construcción de Lluís Ribas, conservador del museo.
En los últimos años se han realizado distintos programas de restauración de los sistemas mecánicos originales.Además, se han incorporado al parque unos dioramas o maquetas de temática con la del parque de atracciones. Éstos también funcionan pulsando un botón. Destacan: La Estación de esquí (1951) construido en el taller del Tibidabo; La montaña rusa de un parque de atracciones (obra de los propios talleres); una noria doble con aviones en su parte superior (Magic Wheels) de autor desconocido (Representación del parque en miniatura).

Los autómatas son máquinas que imitan a seres o cosas que se mueven. En muchos casos, los componentes sonoro-musical acompaña de forma relevante a estas criaturas mecánicas. Los orígenes de éstos se dice que empezaron en el antiguo Egipto, pero las épocas de mayor relevancia estuvieron entre el s. XVIII y se extiende hasta los años 20.En España no se conocen muchos museos de autómatas, al contrario que en otros países como Francia que conos de varios museos especificados en este tema (Limoux, La Rochelle, Souillac). En Cataluña, aparte del museo de autómatas del parque de Tibadabo encontramos el museo de juguetes y autómatas de Verdú en Lleida. De vez en cuando se pueden encontrar, puntualmente, autómatas en algunas colecciones más amplias de juguetes, marionetas y elementos mecánicos dedicados al ocio.

Destacar que muchos especialistas han determinado que en España, el museo del Tibidabo, es de los más importantes en la especialidad. Construido en el s.XX. En su interior consta tanto de autómatas y dioramas como de pequeños teatros de juguetes, muchos fechados del s.XIX.
Normalmente los artistas solían reproducir representaciones de circo, trucos de magia, otros que tocaban piezas musicales o recreaban escenas costumbristas. Este tipo de temáticas eran las más populares entre el público de la época de los artistas; las temáticas se repetían constantemente en estos ámbitos. Cierto que hoy en día estos autómatas siguen fascinando a los espectadores de los museos, con sus recreaciones de escenas y espectáculos.
Muchas de las piezas del museo son de gran complejidad y se cree que trabajaron más de una persona por autómata. Por su creación, se necesita el conocimiento de mecánica, electricidad, también de ebanistería para recrear cierto muebles y otras plataformas o vitrinas para colocar los autómatas y sus piezas importantes; así como los conocimientos de escultura para moldear las manos, rostros y piernas, así como el conocimiento de patronaje y confección por la realización y diseño de los trajes.

## La atracción hacia los autómatas
Es importante destacar que, aún hoy en día, en nuestro mundo de inmediatez en el que, gracias a la tecnología todo es posible, los autómatas todavía son capaces de fascinar a un público muy amplio. Tanto las generaciones que, en cierto modo han vivido épocas en las que se seguían realizando estas criaturas mecánicas, como otras que nunca antes hubieran podido experimentar ni escuchar sobre la creación de estos particulares juguetes.Siempre se ha dicho que los autómatas están rodeados de un aura de misterio. Su aspecto es llamativo y su estética se choca en comparación con la actualidad. Muchas veces, a primera vista, nunca deduces cuál es la acción que van a realizar y esto hace aumentar el misterio. Hay cierto magnetismo relacionado con la magia del ilusionismo.
También existe una atracción por la mezcla entre arte y ciencia que se engloba en un todo. Piezas casi tocadas por el humanismo, la técnica transportada a una estética más humanista y artística que ayuda a la atracción de los espectadores.
El espacio cobra importancia y complementa a la experiencia mágica del museo. Un edificio modernista con ventanales estrechos y redondeados, situado en una de las partes más antiguas del parque junto a la atracción del avión. 